# Karri Turner
Karri Turner (21 de diciembre de 1966) es una actriz estadounidense de televisión que ha interpretado el papel de la Teniente Harriet Sims Roberts en la serie JAG (1997-2005).
Turner nació en Fort Worth, Texas y creció en Bentonville, Arkansas. Inicialmente consideró estudiar un Grado de Drama/Películas en la Universidad Oral Roberts de Oklahoma antes de desarrollar su interés por actuar, y se trasladó al sur de California, para estudiar en la Academia Americana de Arte Dramático. Al mismo tiempo formó parte del grupo de comediantes de la improvisación Los Groundlings' de Califormia.
Entre sus películas más recientes figura Superagente 86 (Get Smart) y American Carol. Ha tenido una gran experiencia en la etapa en la que actuó en el musical Godspelly en la comedia La Tía de Charly (Charley's Aunt). En 2003 aparece en un corto de comedia La Cita (The Date). También ha tenido papeles recurrentes en las series Carolina en la Ciudad y The X-Files y ha prestado su voz en la serie de animación South Park. Ha participado junto con los comediantes Kathy Griffin y Michael McDonald en Irak actuando para las tropas del ejército estadounidense, en la grabación de una parte de la serie de Griffin, Mi vida en la Lista D.